# 澄江虾属
澄江虾属（学名：Chengjiangocaris）为澄江虾科的一个属。

## 下属物种
本属包括以下物种：
- 长形澄江虾 Chengjiangocaris longiformis Hou & Bergström, 1991